# احمد میرفندرسکی
احمد میرفندرسکی (زاده ۱۸ اردیبهشت ۱۲۹۷ در تهران – درگذشته ۱۵ اردیبهشت ۱۳۸۳ در پاریس) آخرین وزیر امور خارجه ایران در دوران محمدرضا پهلوی بود. پدر او از صاحب منصبان وزارت خارجه در اواخر دوران قاجار و مادر او دختر علیقلی خان مشاورالممالک انصاری (وزیر امور خارجه و سفیر ایران در روسیه) بود.

## تحصیلات
تحصیلات ابتدایی و متوسطه را در تهران و سپس در مدرسه آلمانی‌ها در تفلیس انجام داد. سپس در دانشگاه سن ژوزف بیروت به تحصیل در رشته حقوق پرداخت.

## فعالیت‌های کاری
پس از بازگشت به ایران، وارد خدمت در وزارت امور خارجه شد. در بهمن ۱۳۲۴ به عنوان دبیر سوم سفارت ایران در مسکو عازم شوروی شد. او طی سال‌های بعد مشاغل متعددی را در وزارت امور خارجه بر عهده داشت. میرفندرسکی در سال ۱۳۴۴ به سفارت ایران درشوروی منصوب شد و تا ۱۳۵۰ در این مقام باقی‌ماند. پس از بازگشت به ایران در سمت قائم مقام وزیر امور خارجه به خدمت پرداخت. در سال ۱۳۵۲ در جریان جنگ اعراب و اسرائیل به دنبال اجازه پرواز به هواپیماهای روسی حامل کمک برای اعراب از فراز خاک ایران مورد غضب شاه قرار گرفت. از آن پس به تدریس در دانشگاه ملی پرداخت. در دی ماه ۱۳۵۷ سمت وزارت امور خارجه را به عهده گرفت. احمد میرفندرسکی در سال ۱۳۸۳ در فرانسه درگذشت.